# Crimean Tom
Crimean Tom (còn được gọi là Tom hoặc Sevastopol Tom) là một con mèo được chú ý vì liên kết với Quân đội Anh trong Chiến tranh Crimea. Được tìm thấy bởi Trung úy William Gair ở Sevastopol sau một cuộc bao vây kéo dài một năm, nó được cho là đã dẫn dắt các lực lượng Anh đến các kho lưu trữ có giá trị của các nguồn cung cấp, kho dự trữ giúp giảm đói trong quân đội. Gair đã đưa Tom trở về Anh sau chiến tranh nhưng con mèo đã chết ngay sau đó. Nó sau đó ược nhồi bộng và trưng bày ở Viện Dịch vụ Hoàng gia. Một con mèo được mua ở chợ trời vào những năm 1950 nằm trong bộ sưu tập của Bảo tàng Quân đội Quốc gia và đôi khi được đề cập đến là Tom, nhưng không có bằng chứng nào cho thấy đó là cùng một con mèo với con vật đã từng trợ giúp quân đội Anh.

## Đời sống
Trong Chiến tranh Crimea, các lực lượng Anh và Pháp đã chiếm được Sevastopol từ người Nga vào ngày 9 tháng 9 năm 1855 sau một cuộc bao vây kéo dài gần một năm. Trung úy William Gair thuộc Đội bảo vệ Dragoon thứ 6, người được biệt phái đến Cục Huấn luyện dã chiến với tư cách là phó trợ lý ủy ban, dẫn đầu tuần tra để tìm kiếm các hầm của các tòa nhà để lấy đồ tiếp tế. Gair nhận thấy một con mèo, phủ đầy bụi và bụi bẩn, đang ngồi trên đống rác giữa hai người bị thương. Con mèo, không bị xáo trộn bởi sự hỗn loạn xung quanh, cho phép Gair bế mình lên. Con mèo, được ước tính là 8 tuổi khi được tìm thấy, đã sống sót trong thành phố trong suốt cuộc bao vây.
Gair đưa con mèo trở về khu của mình và anh ta sống và ăn với một nhóm sĩ quan người Anh ban đầu đặt tên anh ta là Tom và sau đó là Crimean Tom hoặc Sevastopol Tom. Các đội quân chiếm đóng đang vật lộn để tìm kiếm nguồn cung cấp, đặc biệt là thực phẩm, trong một thành phố bị thiếu thốn nhiều bởi cuộc bao vây kéo dài cả năm. Người ta nói rằng các sĩ quan nhận thấy Tom béo như thế nào và nhận ra rằng nó phải có một nguồn cung chuột tốt gần đó. Biết rằng những con chuột có thể đã tự ăn hết nguồn cung cấp dự trữcủa Nga, chúng đã theo Tom đến một khu vực bị biệt lập, bị cách biệt bởi đống đổ nát. Tại đây, họ tìm thấy một kho chứa đồ tiếp tế thực phẩm giúp cứu lính Anh và Pháp khỏi nạn đói. Tom sau đó đã dẫn các sĩ quan đến một số kho lưu trữ nhỏ hơn gần bến cảng thành phố. Sau khi chiến tranh kết thúc, Gair đã đưa Tom trở lại Anh để trở thành thú cưng nhưng con mèo đã chết vào ngày 31 tháng 12 năm 1856.